# Rüdiger Falksohn
Rüdiger Falksohn (* 1951 in Nienborstel) ist ein deutscher Autor und Journalist.

## Leben
Falksohn besuchte das Duisburger Steinbart-Gymnasium und studierte in Marburg und Bielefeld Soziologie. Nach dem Diplom volontierte er beim Westfalen-Blatt, war dann in Hamburg Redakteur beim Golf Magazin und leitete ab 1981 die Ressorts Reportage und Reise bei der überregionalen evangelischen Wochenzeitung Deutsches Allgemeines Sonntagsblatt.
1988 wechselte er zum Spiegel, wo er zunächst über Sport- und Gesellschaftsthemen schrieb. 1994 wurde er in die Chefredaktion des Monatsmagazins Spiegel special berufen, zugleich als Textchef. 1999 wechselte er ins Auslandsressort des Spiegel und war insbesondere für die Berichterstattung aus Asien und Australien zuständig sowie für länderübergreifende Strukturthemen und diverse Titelgeschichten.
Falksohn lebt mit seiner Frau, der Romanistin und ehemaligen Zeit-Autorin Christiane Schott, in Hamburg und in der Provence.